# Dino Cassio
Dino Cassio (eigentlich Leonardo Cassio; * 2. April 1934 in Bari; † 9. Juli 2012 in Rom) war ein italienischer Komiker, Schauspieler und Sänger.

## Leben
Cassio betätigte sich in den 1960er Jahren als Kabarettist und in Varietés; 1964 zog er nach Rom, wo er als Nachfolger von Giorgio Astore ein Teil der Komikertruppe I Brutos wurde, mit der er ein Jahrzehnt lang auftrat. Neben der Bühnentätigkeit entstanden auch Filme und zahlreiche Schallplattenaufnahmen. 1973 begann er eine zweite Karriere als Solist, während der er immer wieder mit Renzo Arbore zusammenarbeitete und in dessen Filmen Rollen übernahm. Zwischen 1980 und 1984 trat er in über 30 Filmen auf; bis 2008 blieb er aktiv.
Cassio starb an den Folgen des Morbus Alzheimer.

## Filmografie (Auswahl)
- 1964: I magnifici Brutos del West
- 1971: Ma che musica maestro
- 1979: Der Millionenfinger (Mani di velluto)
- 1980: Helm auf – Hose runter (La dottoressa ci sta con colonnello)
- 1980: Meine Frau ist eine Hexe (Mia moglie è una strega)
- 1981: Asso
- 1981: Gib dem Affen Zucker (Innamorato pazzo)
- 1982: Das Schlitzohr vom Highway 101 (Delitto sull'autostrada)
- 1982: Vieni avanti cretino
- 1983: ‚F.F.S.S.‘, cioè:… che mi hai portato a fare sopra a Posillipo se non mi vuoi più bene?
- 2008: Un'estate al mare